# Clancy Brown
Clarence James Brown III, detto Clancy (Urbana, 5 gennaio 1959), è un attore e doppiatore statunitense.

## Biografia
Originario dell'Ohio, Clancy Brown è figlio di una pianista, Joyce Eldridge, e di Clarence J. "Bud" Brown Jr., membro repubblicano della Camera dei rappresentanti degli Stati Uniti e capo del consiglio di amministrazione del Brown Publishing Company, un giornale fondato dallo stesso bisnonno di Clancy. Dopo aver conseguito il diploma alla St. Albans School di Washington, ed aver completato gli studi all'Università Northwestern grazie ad una borsa di studio, Clancy ha iniziato a recitare nei teatri di Chicago prima di appassionarsi definitivamente al cinema. Nel 1993 ha sposato la produttrice televisiva Jeanne Johnson ed ha avuto da lei due figli.
Noto per la sua statura imponente (1,92 m di altezza), ha spesso interpretato personaggi negativi in film di successo tra cui Highlander - L'ultimo immortale, dove ha vestito i panni dello spietato Kurgan, e Le ali della libertà, dove ha invece interpretato il violento capitano delle guardie carcerarie Byron Hadley. La sua voce tetra e risonante gli ha fatto inoltre guadagnare diversi ruoli come doppiatore tra cui si segnalano Mister Krab in SpongeBob, Lex Luthor nel DC Animated Universe, il dottor Neo Cortex in Crash Bandicoot, il tenente Hank Anderson in Detroit: Become Human, il villain Parallax nel film Lanterna Verde e il demoniaco Surtur nel film Thor: Ragnarok. Nel 2023 ha ottenuto il ruolo del boss mafioso Sal Maroni nella miniserie televisiva distribuito su HBO Max, The Penguin.

## Filmografia

### Attore

#### Cinema
- Bad Boys, regia di Rick Rosenthal (1983)
- Le avventure di Buckaroo Banzai nella quarta dimensione, regia di W. D. Richter (1984)
- Thunder Alley, regia di J.S. Cardone (1985)
- La sposa promessa (The Bride), regia di Franc Roddam (1985)
- Highlander - L'ultimo immortale (Highlander), regia di Russell Mulcahy (1986)
- Ricercati: ufficialmente morti (Extreme Prejudice), regia di Walter Hill (1987)
- Sulle tracce dell'assassino (Shoot to Kill), regia di Roger Spottiswoode (1988)
- Season of Fear (1989)
- Blue Steel - Bersaglio mortale (Blue Steel), regia di Kathryn Bigelow (1989)
- Aspettando la luce (1990)
- Ambition (1991)
- Le mani della notte (Past Midnight), regia di Jan Eliasberg (1992)
- Cimitero vivente 2 (Pet Sematary Two), regia di Mary Lambert (1992)
- Le ali della libertà (The Shawshank Redemption), regia di Frank Darabont (1994)
- Dead Man Walking - Condannato a morte (Dead Man Walking), regia di Tim Robbins (1995)
- Perversioni femminili (Female Perversions), regia di Susan Streitfeld (1996)
- Starship Troopers - Fanteria dello spazio (Starship Troopers), regia di Paul Verhoeven (1997)
- Flubber - Un professore fra le nuvole (Flubber), regia di Les Mayfield (1997)
- Claire Makes It Big – cortometraggio (1999)
- Hurricane - Il grido dell'innocenza (The Hurricane), regia di Norman Jewison (1999)
- Chump Change (2000)
- The Making of Daniel Boone (2003)
- Gambling (2004)
- Dogg's Hamlet, Cahoot's Macbeth, regia di Joey Zimmerman (2005)
- The Guardian - Salvataggio in mare (The Guardian), regia di Andrew Davis (2006)
- Pathfinder - La leggenda del guerriero vichingo (Pathfinder), regia di Marcus Nispel (2007)
- The Express, regia di Gary Fleder (2008)
- The Informant!, regia di Steven Soderbergh (2009)
- Nightmare (A Nightmare on Elm Street), regia di Samuel Bayer (2010)
- Cowboys & Aliens, regia di Jon Favreau (2011)
- A qualsiasi prezzo (At Any Price), regia di Ramin Bahrani (2012)
- John Dies at the End, regia di Don Coscarelli (2013)
- Homefront, regia di Gary Fleder (2013)
- Cate McCall - Il confine della verità (The Trials of Cate McCall), regia di Karen Moncrieff (2013)
- Il tempo di vincere (When the Game Stands Tall), regia di Thomas Carter (2014)
- 99 Homes, regia di Ramin Bahrani (2014)
- Ave, Cesare! (Hail, Caesar!), regia di Joel ed Ethan Coen (2016)
- Warcraft - L'inizio (Warcraft), regia di Duncan Jones (2016)
- Little Evil, regia di Eli Craig (2017)
- Stronger - Io sono più forte (Stronger), regia di David Gordon Green (2017)
- Lo scandalo Kennedy (Chappaquiddick), regia di John Curran (2017)
- La ballata di Buster Scruggs (The Ballad of Buster Scruggs), regia di Joel ed Ethan Coen (2018)
- The Mortuary collection regia di Ryan Spindell (2019)
- Una donna promettente (Promising Young Woman), regia di Emerald Fennell (2020)
- Omicidio a Los Angeles (Last Looks), regia di Tim Kirkby (2022)
- John Wick 4, regia di Chad Stahelski (2023)
- Dumb Money, regia di Craig Gillespie (2023)
- Poolman, regia di Chris Pine (2023)

#### Televisione
- La pensione – film TV (1987)
- Incantenato all'inferno – film TV (1987)
- Corridos: Tales of Passion & Revolution – film TV (1987)
- Johnny Ryan – film TV (1990)
- Love, Lies and Murder – film TV (1991)
- Omicidi e incantesimi (Cast a Deadly Spell), regia di Martin Campbell – film TV (1991)
- La rivincita dei nerds III (Revenge of the Nerds III: The Next Generation), regia di Roland Mesa – film TV (1992)
- Doppio rapimento – film TV (1993)
- Ho sposato un assassino – film TV (1993)
- Last Light - Storia di un condannato a morte – film TV (1993)
- Progetto Eden – serie TV (1994-1995)
- Oscuri sospetti – film TV (1995)
- Radiant City – film TV (1996)
- Oltre i limiti (The Outer Limit) – serie TV, episodio 2x15 (1996)
- E.R. - Medici in prima linea (ER) – serie TV, 7 episodi (1997-1998)
- Un miracolo anche per me – film TV (1998)
- Vendetta – film TV (1999)
- American Spy (In the Company of Spies), regia di Tim Matheson – film TV (1999)
- Roughnecks: Starship Troopers Chronicles – serie TV, 2 episodi (2000)
- Il richiamo del passato – film TV (2000)
- Lloyd nello spazio – serie TV (2001)
- Il boss dei boss (Boss of Bosses), regia di Dwight H. Little – film TV (2001)
- La vera storia di Biancaneve (Snow White: The Fairest of Them All), regia di Caroline Thompson – film TV (2001)
- The Laramie Project – film TV (2002)
- Star Trek: Enterprise – serie TV, episodio Desert Crossing (2002)
- Breaking News – serie TV (2002)
- Normal – film TV (2003)
- Carnivàle – serie TV, 24 episodi (2003-2005)
- Lost – serie TV, episodi 2x14-2x23-2x24 (2006)
- Leverage - Consulenze illegali – serie TV, episodio 3x07 (2010)
- Sleepy Hollow – serie TV, 6 episodi (2013-2016)
- The Flash – serie TV, 4 episodi (2014-2015)
- Chicago P.D. – serie TV, episodi 3x01-3x11-3x12 (2015-2016)
- Daredevil – serie TV, episodi 2x08-2x12 (2016)
- The Punisher – serie TV, episodio 1x03 (2017)
- Billions – serie TV, 16 episodi (2018-2019)
- The Goldbergs – serie TV, episodio 6x16 (2019)
- The Crown – serie TV, episodio 3x02 (2019)
- Emergence – serie TV, 13 episodi (2019-2020)
- Calls – serie TV, episodi 1x08-1x09 (2021)
- Dexter: New Blood, regia di Marcos Siega e Sanford Bookstaver – miniserie TV, 9 puntate (2021-2022)
- The Exodite – serie TV, episodi 1x01-1x02 (2022)
- Ahsoka – serie TV, episodio 1x01 (2023)
- Gen V – serie TV, episodi 1x01-1x06 (2023)
- The Penguin, regia di Craig Zobel, Helen Shaver, Kevin Bray e Jennifer Getzinger – miniserie TV, 5 puntate (2024)

### Doppiatore
- Gargoyles - Il risveglio degli eroi (Gargoyles) – serie animata (1994-1996)
- Mortal Kombat: Defenders of the Realm – serie animata (1996)
- Mighty Ducks – serie animata (1996-1997)
- Superman (Superman: The Animated Series) – serie animata (1996-2000)
- The Legend of Calamity Jane - serie animata (1997)
- Il magico sogno di Annabelle (Annabelle's Wish), regia di Roy Wilson (1997)
- Fallout – videogioco (1997)
- Crash Bandicoot 2: Cortex Strikes Back - videogioco (1997)
- Mowgli e il libro della giungla (The Jungle Book: Mowgli's Story), regia di Nick Marck (1998)
- Crash Bandicoot 3: Warped - videogioco (1998)
- Voltron: The Third Dimension – serie animata, 5 episodi (1998-2000)
- SpongeBob Squarepants – serie TV (218 episodi) (1999-in corso)
- Timon e Pumbaa (Timon and Pumbaa) – serie animata, 1 episodio (1999)
- Big Guy and Rusty the Boy Robot – serie animata, 1 episodio (1999)
- The Night of the Headless Horseman – film TV (1999)
- Crash Team Racing - videogioco (1999)
- Roughnecks: Starship Troopers Chronicles – serie animata, 4 episodi (2000)
- La sirenetta II - Ritorno agli abissi (The Little Mermaid II: Return to the Sea), regia di Jim Kammerud, Brian Smith (2000)
- Crash Bash - videogioco (2000)
- Ricreazione - La scuola è finita (Recess: School's Out), regia di Chuck Sheetz (2001)
- Heavy Gear: The Animated Series – serie animata (2001)
- Crash Bandicoot: L'ira di Cortex (Crash Bandicoot: The Wrath of Cortex) - videogioco (2001)
- Justice League - serie animata (2001-2004)
- Atlantis - Il ritorno di Milo (Atlantis: Milo's Return) (2003)
- Jimmy Neutron's Nicktoon Blast – cortometraggio (2003)
- Jak II: Renegade - videogioco (2003)
- Crash Nitro Kart - videogioco (2003)
- Battle Force: Andromeda – serie animata (2003)
- I Rugrats da grandi (All Grown Up!) – serie animata, 3 episodi (2003-2007)
- Jak 3 - videogioco (2004)
- Super Robot Monkey Team Hyperforce Go! – serie animata (2004-2006)
- Justice League Unlimited - serie animata (2004-2006)
- The Batman - serie animata, 6 episodi (2004-2007)
- SpongeBob - Il film (The SpongeBob SquarePants Movie), regia di Stephen Hillenburg (2004)
- Finding Neo – cortometraggio (2004)
- A.T.O.M.: Alpha Teens on Machines (2005-2007)
- Kim Possible – serie animata, 2 episodi (2005-2007)
- American Dragon: Jake Long – serie animata, 3 episodi (2005-2007)
- Avatar - La leggenda di Aang (Avatar: The Last Airbender) - serie animata, 5 episodi (2006)
- American Dad! – serie animata, 4 episodi (2007-2021)
- God of War III - videogioco (2010)
- I pinguini di Madagascar (The Penguins of Madagascar) – serie animata, 3 episodi (2010-2011)
- Lanterna Verde (Green Lantern), regia di Martin Campbell (2011)
- Star Wars: The Clone Wars – serie animata, 8 episodi (2011-2013)
- La leggenda di Korra (The Legend of Korra) - serie animata (2012)
- Scooby-Doo! Mystery Incorporated – serie animata, 3 episodi (2012-2013)
- Teenage Mutant Ninja Turtles - Tartarughe Ninja (Teenage Mutant Ninja Turtles) – serie animata (2012-2017)
- Ultimate Spider-Man – serie animata, 11 episodi (2012-2017)
- Hulk e gli agenti S.M.A.S.H. (Hulk and the Agents of S.M.A.S.H.) – serie animata, 52 episodi (2013-2015)
- Avengers Assemble - serie animata, 10 episodi (2014-2019)
- SpongeBob - Fuori dall'acqua (The SpongeBob Squarepants Movie 2), regia di Paul Tibbitt e Mike Mitchell (2015)
- Star Wars Rebels – serie animata, 12 episodi (2015-2018)
- Le avventure del gatto con gli stivali (The Adventures of Puss in Boots) – serie animata, 1 episodio (2016)
- Rapunzel - La serie (Tangled: The Series), serie animata (2017-2020)
- Thor: Ragnarok, regia di Taika Waititi (2017)
- Detroit: Become Human – videogioco (2018)
- Lilli e il vagabondo (Lady and the Tramp), regia di Charlie Bean (2019)
- SpongeBob - Amici in fuga (The SpongeBob Movie: Sponge on the Run), regia di Tim Hill (2020)
- Il meraviglioso mondo di Topolino (The Wonderful World of Mickey Mouse) – serie animata, 1 episodio (2020)
- Invincible – serie animata, 3 episodi (2021)
- What If...? – serie animata, 1 episodio (2021)
- Saving Bikini Bottom (Saving Bikini Bottom: The Sandy Cheeks Movie), regia di Liza Johnson (2024)
- Plankton - Il film (Plankton: The Movie), regia di Dave Needham (2025)

## Doppiatori italiani
Nelle versioni in italiano delle opere in cui ha recitato, Clancy Brown è stato doppiato da:
- Alessandro Rossi ne La sposa promessa, Highlander - L'ultimo immortale, Leverage - Consulenze illegali, Starship Troopers - Fanteria dello spazio, Warcraft - L'inizio, Little Evil, The Goldbergs, Billions, Dexter: New Blood
- Massimo Corvo in Le mani della notte, Oltre i limiti, Perversioni femminili, Hurricane - Il grido dell'innocenza, Lost, Progetto Eden, Carnivàle
- Fabrizio Pucci in Blue Steel - Bersaglio mortale, Il boss dei boss, Medium, Stronger - Io sono più forte
- Dario Oppido in The Mandalorian, Una donna promettente, Omicidio a Los Angeles
- Saverio Indrio in The Express, Nightmare, Ave, Cesare!
- Michele Gammino in The Informant!, Homefront
- Gianni Giuliano in Cowboys & Aliens, The Penguin
- Massimo Lopez in Daredevil, The Punisher
- Carlo Cosolo in Bad Boys
- Renzo Stacchi in Le avventure di Buckaroo Banzai nella quarta dimensione
- Luca Sandri ne La pensione
- Emilio Cappuccio in Ricercati: ufficialmente morti
- Luca Ward in Sulle tracce dell'assassino
- Marco Balzarotti in Omicidi e incantesimi
- Francesco Prando in Last Light - Storia di un condannato a morte
- Angelo Maggi in Ho sposato un assassino
- Eugenio Marinelli in Le ali della libertà
- Bruno Conti in Flubber - Un professore tra le nuvole
- Massimo Lodolo in La vera storia di Biancaneve
- Paolo Maria Scalondro in Star Trek: Enterprise
- Diego Reggente in Law & Order - I due volti della giustizia
- Stefano Mondini in E.R. - Medici in prima linea
- Michele Kalamera in The Guardian - Salvataggio in mare
- Sandro Iovino in The Flash
- Giorgio Locuratolo in Sleepy Hollow
- Roberto Draghetti in Chicago P.D.
- Pietro Ubaldi in Cate McCall - Il confine della verità
- Stefano Starna in La ballata di Buster Scruggs
- Cesare Rasini in The Crown
- Paolo Marchese in Emergence
- Fabrizio Temperini in John Wick 4
- Riccardo Lombardo in Ahsoka
- Mario Cordova in Gen V
- Renato Cecchetto in Cimitero vivente 2
- Alberto Angrisano in Poolman

Da doppiatore è sostituito da:
- Mario Zucca in Batman e Superman - I due supereroi, Spongebob, Spongebob - Il film, The Batman, SpongeBob - Fuori dall'acqua, SpongeBob - Amici in fuga, Plankton - Il film
- Alessandro Rossi in Spectacular Spider-Man, Spider-Man: un nuovo universo, Rapunzel - La serie, Invincible
- Massimo Corvo in La sirenetta II - Ritorno agli abissi, What If...?
- Fabrizio Temperini in Star Wars: The Clone Wars, LEGO Batman - Il film, American Dad!
- Mario Bombardieri in Kim Possible, Phineas e Ferb, La leggenda di Korra
- Ennio Coltorti in Superman, Batman e Superman - I due supereroi (ridoppiaggo TV)
- Roberto Draghetti in Lanterna Verde, Trollhunters - I racconti di Arcadia
- Alberto Angrisano in Ultimate Spider-Man, Hulk e gli agenti S.M.A.S.H.
- Roberto Stocchi in Super Robot Monkey Team Hyperforce Go!
- Tony Fuochi in Justice League
- Natale Ciravolo in Justice League Unlimited
- Marco Balbi in Batman: The Brave and the Bold
- Goffredo Matassi in Atlantis - Il ritorno di Milo
- Raffaele Farina in Biker Mice from Mars
- Cesare Barbetti in Calamity Jane - Leggenda del West
- Patrizio Prata in Mortal Kombat
- Francesco Pannofino in Gargoyles - Il risveglio degli eroi
- Alessandro D'Errico in Wolverine e gli X-Men
- Alessandro Ballico in American Dragon: Jake Long
- Marco Balzarotti in Detroit: Become Human
- Claudio Moneta in Le avventure del gatto con gli stivali
- Roberto Fidecaro in Thor: Ragnarok
- Michele Gammino in Lilli e il vagabondo